# Video Games Live

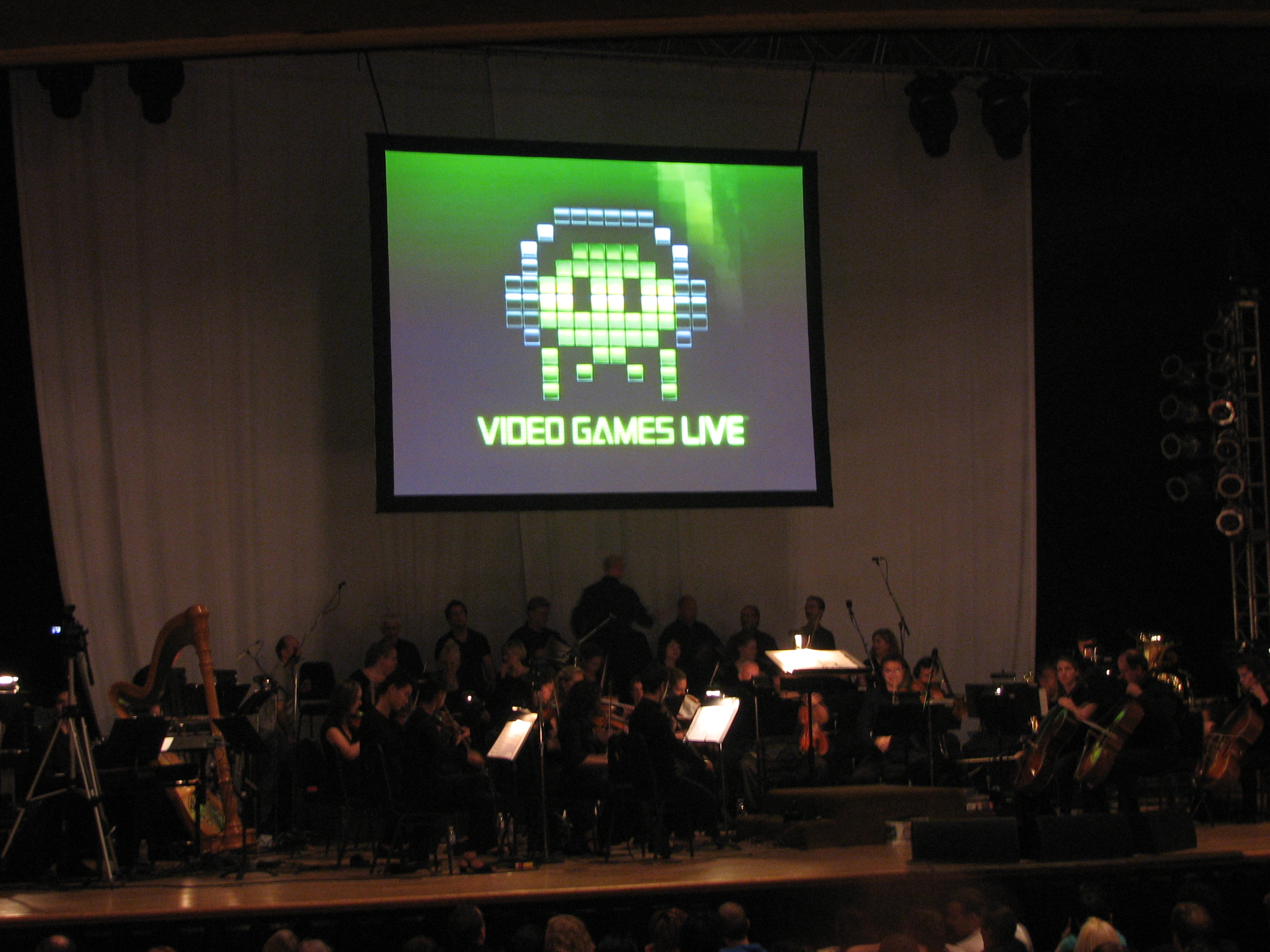
Video Games Live w Toronto

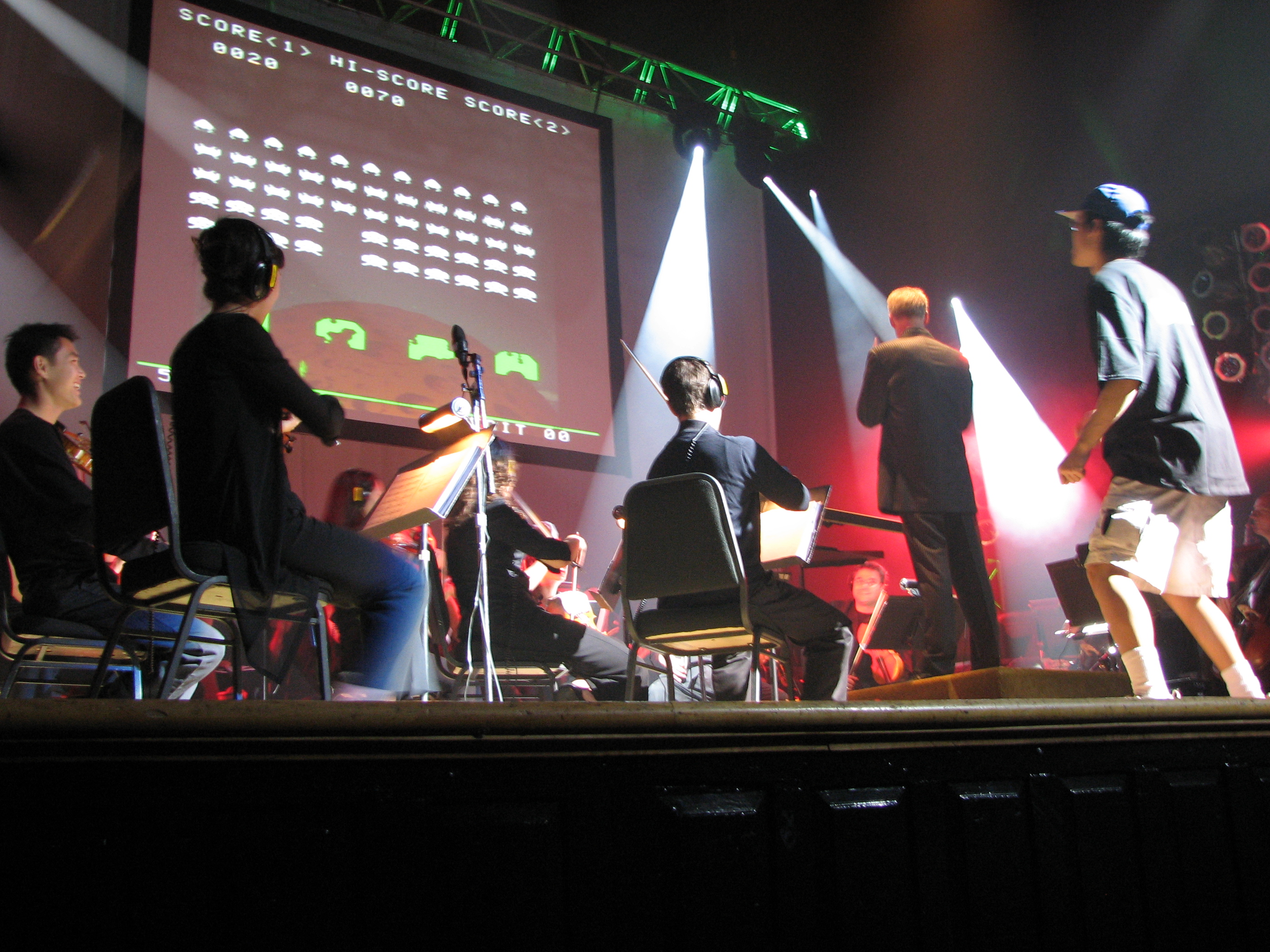
Jeden z widzów gra w grę Space Invaders na scenie

Video Games Live – seria koncertów prezentujących muzykę z gier wideo w orkiestralnej aranżacji. Pierwszy koncert odbył się w 2005 roku w Stanach Zjednoczonych. Do 2021 roku odbyło się ponad 200 koncertów na 5  kontynentach. Pomysłodawcami, a także producentami tego wydarzenia są twórcy gier komputerowych i  kompozytorzy – Tommy Tallarico i Jack Wall.

## Prezentowane gry
Na koncertach wykonywane są utwory z następujących gier:

- Advent Rising
- Afrika
- Assassin’s Creed II
- Beyond Good & Evil
- BioShock
- Castlevania
- Chrono Cross
- Chrono Trigger
- Civilization IV
- Command & Conquer (Red Alert)
- Diablo III
- End of Nations
- EverQuest II
- Final Fantasy
- God of War
- Halo
- Harry Potter i Zakon Feniksa
- Headhunter
- Heroes of Might and Magic
- Podróż
- Kingdom Hearts
- The Legend of Zelda
- Mass Effect
- Medal of Honor
- Mega Man
- Metal Gear Solid
- Metroid
- Monkey Island
- Myst
- Need for Speed: Undercover
- Pokémon
- Portal
- Rayman: Szalone Kórliki
- Resident Evil 5
- Shadow of the Colossus
- Silent Hill
- Sonic the Hedgehog
- Space Ace
- StarCraft i StarCraft II
- Street Fighter/Street Fighter II
- Super Mario Bros.
- Tetris
- Tom Clancy’s Splinter Cell
- Tomb Raider
- Top Gear
- Tron
- Uncharted 2: Pośród złodziei
- Warcraft
- serie gier firmy LucasArts

Ponadto seria 20 gier arcade, np.: Contra, PONG, Space Invaders, Asteroids, Missle Command, Donkey Kong, Frogger, Dragon’s Lair, Gauntlet, Outrun, Tetris.